# روبي بلونت
روبي بلونت (Robbie Blunt) هو عازف قيثارة روك بريطاني، عزف مع عديد الفرق الموسيقية، بدأ روبي مسيرته عام 1966 مع فرقة تدعى «سوذرن سوند». فيما بعد عزف مع «بوتش كلوتش وذا إكسيليراتورس» «برونكو» و«سيلفرهيد»، كانت محطته التالية بعد تركه العمل مع فرقة شيكن شاك عام 1979 هي فرق «ليتلي أركي» و«فرقة ذو ستيفي غيبونس» و«ويبونس أوف بايس»، عمل من عام 1981 حتى عام 1985 مع روبرت بلانس، فيما بعد عمل روبي كموسيقي متنقل مع الكثيرين، مثل فرقة جوليان لينون عام 1998.

## الأسلوب الموسيقي والتقنيات العزفية
يتميّز روبي بلونت بأسلوب موسيقي فريد يجمع بين النزعة الارتجالية واللمسة البلوزية الكلاسيكية، إلى جانب استكشافه للأصوات الحديثة التي رافقت انتقال الروك من حقبة السبعينيات إلى الثمانينيات. كعازف قيثارة، لم يكن بلونت يعتمد فقط على المهارة التقنية، بل على الإحساس الإيقاعي والقدرة على خلق أجواء صوتية درامية تتماشى مع مضمون الأغنية ونغمتها العاطفية.
في تعاونه مع روبرت بلانت، خصوصًا في ألبوم Pictures at Eleven (1982) وThe Principle of Moments (1983)، برز بلونت باستخدامه تأثيرات الصدى (reverb) والمؤثرات الصوتية الإلكترونية (FX pedals) لخلق نسيج صوتي غني. كانت عزفاته تتراوح بين الإيقاع القوي الذي يحمل الأغنية، والمقاطع الميلودية الناعمة التي تضيف طابعًا حالمًا. كما برع في استخدام المقامات الشرقية، خاصة في أغاني بلانت التي مزجت بين الروك والنَفَس العالمي، ما يُظهر تأثره بأنماط متعددة خارج التيار الغربي.
لم يكن بلونت مجرد مؤدٍّ، بل أيضًا مؤلف مشارك، إذ ساهم في كتابة ألحان تتطلب حساسية فنية عالية وتوازنًا بين البساطة التعبيرية والتعقيد التقني. ومن خلال مسيرته الطويلة كعازف مرافق، طوّر قدرة فريدة على التكيف مع أصوات المغنّين دون أن يُفقد عزفه هويته الخاصة.

## روابط خارجية
- روبي بلونت على موقع IMDb (الإنجليزية)
- روبي بلونت على موقع ميوزك برينز (الإنجليزية)
- روبي بلونت على موقع أول ميوزيك (الإنجليزية)
- روبي بلونت على موقع ديسكوغز (الإنجليزية)